# Білоруська ділова газета
«Белорусская деловая газета» (рос. БДГ. Деловая газета) — білоруська громадсько-політична газета, заснована в 1992 році. Незмінним редактором був Петро Марцев. Засновником і видавцем «БДГ» виступило видавниче приватне унітарне підприємство «Марат», газета позиціонувала себе як «щоденне незалежне видання ділових і політичних кіл Білорусі»; об'єктивно був одним із найавторитетніших незалежних ЗМІ Білорусі. За період діяльності «БДГ» було кілька спроб призупинити її видання з різних причин, але щоразу випуск видання поновлювався.

## Історія створення
У 2003 році редактором стала Світлана Калінкіна.[1] Газета почала публікувати репортажі та статті з критикою уряду Лукашенка, зокрема серію матеріалів про суд над екс-директором концерну «Белгосхарчпром» Віктором Казеком, корупційний суд над екс-директором Мінського тракторного заводу Михайлом Лявоновим, читачем опитування про те, чи повинні люди дозволити Лукашенку використовувати президентський літак для особистого користування2. Статті репортерки Ірини Халіп про корупцію в офіційній владі призвели до короткочасного припинення виходу газети за «образу честі та гідності президента» 3.
3 червня 2003 року вийшов спільний номер «Белорусской деловой газеты» з «Солідарністю»: таким чином редакція «Солідарності» підтримала заборонену режимом Лукашенка «БДГ»[4].
Невдовзі газета була піддана офіційній кампанії переслідувань: «політично вмотивовані податкові перевірки, погрози вбивством і затримання»[5]. Міністерство інформації Республіки Білорусь почало залякувати друкарні, які погодяться друкувати газету, що змусило «БДГ» переїхати до російського Смоленська[1].
У 2004 році Комітет захисту журналістів нагородив Калінкіну Міжнародною премією за свободу преси (англ.) Bel. Комітет високо оцінив її «критичне висвітлення різноманітних зловживань з боку уряду» під загрозою «правового та бюрократичного переслідування з боку білоруської влади протягом ряду років»[7].
Газета припинила виходити у 2006 році через заборону друку в білоруських друкарнях і розповсюдження через РУП «Белпошта» і «Белсоюздрук», на той момент тижневий тираж становив 65-70 тисяч примірників.
Сьогодні є інтернет-версія «БДГ Деловая газета».